# Atractus erythromelas
Atractus erythromelas este o specie de șerpi din genul Atractus, familia Colubridae, descrisă de Boulenger 1903. Conform Catalogue of Life specia Atractus erythromelas nu are subspecii cunoscute.